# Coelorinchus occa
Coelorinchus occa és una espècie de peix de la família dels macrúrids i de l'ordre dels gadiformes.

## Morfologia
- Els mascles poden assolir 50 cm de llargària total.[5][6]

## Alimentació
Menja principalment peixets, poliquets i crustacis (crancs, gambes, ostracodes i copèpodes).

## Hàbitat
És un peix d'aigües profundes que viu entre 400-2220 m de fondària.

## Distribució geogràfica
Es troba des de Florida fins al nord de Sud-amèrica i des de les illes Fèroe fins a Cap Verd. També és present a Bermuda i a l'Àfrica austral.